# Bel Ami (miniserie televisiva)
Bel Ami è una miniserie televisiva italiana trasmessa dalla Rai nel 1979, tratta dal romanzo omonimo di Guy de Maupassant.

## La fiction
L'adattamento televisivo è di Sandro Bolchi (responsabile anche della regia), con la collaborazione di Letizia Palma, l'operatore cinematografico Massimiliano Terzo e la produzione di Irma Clementel.
Gli interni furono girati presso il Centro di produzione Rai di Torino e nel Duomo di Ivrea, gli esterni a Torino e in Normandia.
Lo sceneggiato andò in onda su Rai 2 in quattro puntate, nella prima serata del venerdì, dal 23 novembre al 14 dicembre 1979.

## Trama
Nella Parigi di fine '800 assistiamo la scalata al successo dello spregiudicato e senza scrupoli morali Georges Duroy. Con il suo fascino conquista la fiducia degli uomini di potere e seduce le loro mogli e figlie.

## Cast
Oltre agli interpreti principali, il cast era composto da: 
- Marco Bonetti: Jacques Rival
- Valerio Ruggeri: Norbert de Varenne
- Antonio Guidi: Saint-Potin
- Anna Bolens: signorina Carrier
- Enza Giovine: signora Rossignol
- Wilma D'Eusebio: signora Laternier
- Piero Nuti: Laroche-Mathieu
- Patrizia Terreno :Rose Walter
- Mario Lombardini: signor de Marelle
- Franco Ferrarone: dottore
- Vittorio Duse: parroco
- Nino Pavese: Duroy padre
- Dora Calindri: Duroy madre
- Consalvo Dell'Arti: Conte di Vaudrec
- Simona Domenichino: Laurine de Marelle
- Adolfo Fenoglio: commissario

## Critica
Le recensioni dell’epoca non furono molto positive:
“La prima impressione non è esaltante (…) il video ha fatto invecchiare Maupassant?” Ugo Buzzolan, «La Stampa»

“…si è come inceppato, (…) in fondo, tanta noia.” Paolo Zaccagnini, «Il Messaggero»

“…avremmo desiderato almeno una cosa: che nello sceneggiato si potessero avvertire con forza tutti i motivi che fecero considerare ‘’Bel Ami” un romanzo scandaloso,” Ivano Cipriani, «Paese Sera»

“Professionalmente impegnate le prestazioni degli attori (…) tuttavia poco tagliente, poco incisiva,” Ugo Buzzolan, «La Stampa»
Gli ascolti furono di 8,4-9,2 milioni di telespettatori per puntata.